# Hypsiglena
Hypsiglena – rodzaj węży z podrodziny ślimaczarzy (Dipsadinae) w rodzinie połozowatych (Colubridae).

## Zasięg występowania
Rodzaj obejmuje gatunki występujące w Kanadzie, Stanach Zjednoczonych i Meksyku. 

## Systematyka

### Etymologia
- Hypsiglena: gr. ὑψι hupsi „wysoko, w górze”; γληνη glēnē „gałka oczna”[7].
- Comastes: gr. κωμαστης kōmastēs „hulaka”[8]. Gatunek typowy: Comastes quincuniatus Jan, 1871 (= Leptodeira torquata Günther, 1860).

### Podział systematyczny
Do rodzaju należą następujące gatunki: 
- Hypsiglena affinis Boulenger, 1894
- Hypsiglena catalinae W. Tanner, 1966
- Hypsiglena chlorophaea Cope, 1860
- Hypsiglena jani (Dugès, 1865)
- Hypsiglena ochrorhynchus Cope, 1860
- Hypsiglena slevini W. Tanner, 1943
- Hypsiglena tanzeri Dixon & Lieb, 1972
- Hypsiglena torquata (Günther, 1860)
- Hypsiglena unaocularus W. Tanner, 1946